# Kanzaq (ort i Iran)
Kanzaq (persiska: كنزق, كَتيرَق, گَنزَق, كَنزَگ, گِنزِك, گَنزِغ) är en ort i Iran.   Den ligger i provinsen Ardabil, i den nordvästra delen av landet, 400 km nordväst om huvudstaden Teheran. Kanzaq ligger 1 560 meter över havet och antalet invånare är 868.
Terrängen runt Kanzaq är kuperad åt sydväst, men åt nordost är den platt.Runt Kanzaq är det ganska tätbefolkat, med 139 invånare per kvadratkilometer. Närmaste större samhälle är Ardabil, 19,5 km nordost om Kanzaq. Trakten runt Kanzaq består i huvudsak av gräsmarker.